# Кведи
Коз, Кведи (осет. Къозы цад, груз. ქვედის ტბა) — горное озеро в Козском ущелье Дзауского района/Онского муниципалитета Южной Осетии/Грузии. Третье по величине озеро южноосетинской республики. Площадь поверхности — 0,0968 км², Высота над уровнем моря — 1567 м, по другим данным — 1592 м, 1587 м.
Озеро запрудного типа, было образовано в результате оползня, перегородившего реку в ущелье. Главная впадающая река — Кведиком, единственная вытекающая — Кведрула (приток Джоджоры, бассейн Риони). Озеро окружено густым лесом, на западе хвойным, а с других сторон смешанным. По северному склону ущелья, над озером, проходит грунтовая дорога, с южной же стороны дорога проходит по гребню горы.
Расположено в 5 км к северу от города Квайса. Излюбленное место отдыха жителей окрестных населённых пунктов; из города Квайса до Коза можно добраться на автомобиле.